# Llista de topònims de Polinyà
Llista de topònims (noms propis de lloc) del municipi de Polinyà, al Vallès Occidental
Informació actualitzada per un bot. Els canvis manuals es perdran quan s'actualitzi!

## arbre singular
| imatge | Nom                                          | Ubicat a | instància de   | Detalls      | coordenades | Protecció | Commons (més fotos) | Dades a WD                    |
| ------ | -------------------------------------------- | -------- | -------------- | ------------ | --- | --------- | ------------------- | ----------------------------- |
|        | alzina de l'església                         | Polinyà  | arbre singular | 20th century | 41° 33′ 30″ N, 2° 09′ 05″ E / 41.5582694°N,2.1512824°E ca:Passeig de l'església, a llevant de l'església parroquial de Sant Salvador                       |           |                     | Modifica les dades a Wikidata |
|        | alzines de la finca Dupont                   | Polinyà  | arbre singular | 20th century | 41° 33′ 13″ N, 2° 09′ 49″ E / 41.5535814°N,2.163617°E ca:Finca Dupont, prop de la zona esportiva municipal                                                 |           |                     | Modifica les dades a Wikidata |
|        | lledoner de can Garcia                       | Polinyà  | arbre singular | 19th century | 41° 32′ 27″ N, 2° 09′ 43″ E / 41.5408237°N,2.1620496°E ca:Carrer del pintor Joan Miró, davant del restaurant Masia Can Garcia                              |           |                     | Modifica les dades a Wikidata |
|        | roure de la C-155                            | Polinyà  | arbre singular |              | 41° 33′ 39″ N, 2° 08′ 39″ E / 41.5608°N,2.14412°E ca:Carretera C-155, km. 2,2 a nord.                                                                      |           |                     | Modifica les dades a Wikidata |
|        | roure del Camí de Sentmenat a Santa Perpètua | Polinyà  | arbre singular | 20th century | 41° 32′ 38″ N, 2° 09′ 12″ E / 41.54401°N,2.1533286°E ca:Camí de Sentmenat a Santa Perpètua de Mogoda, 250 metres al nord-oest de la deixalleria de Polinyà |           |                     | Modifica les dades a Wikidata |

## curs d'aigua
| imatge | Nom                   | Ubicat a                                                                        | instància de | Detalls                                    | coordenades                                                                                               | Protecció | Commons (més fotos) | Dades a WD                    |
| ------ | --------------------- | ------------------------------------------------------------------------------- | ------------ | ------------------------------------------ | --- | --------- | ------------------- | ----------------------------- |
|        | riera de Caldes       | Caldes de Montbui Palau-solità i Plegamans Santa Perpètua de Mogoda la Llagosta | curs d'aigua | Desemboca: Besòs Llarg: 22km Conca: 111km² | 41° 40′ 31″ N, 2° 07′ 59″ E / 41.675413°N,2.133147°E 41° 30′ 49″ N, 2° 12′ 40″ E / 41.513524°N,2.211012°E |           | Riera de Caldes     | Modifica les dades a Wikidata |
|        | torrent de Ca n'Oller | Santa Perpètua de Mogoda Polinyà Palau-solità i Plegamans                       | curs d'aigua | Desemboca: riera de Caldes Llarg: 5.5km    | 41° 34′ 44″ N, 2° 09′ 06″ E / 41.578979°N,2.15164°E 41° 32′ 45″ N, 2° 10′ 41″ E / 41.545829°N,2.178076°E  |           |                     | Modifica les dades a Wikidata |

## edifici
| imatge | Nom                | Ubicat a | instància de             | Detalls | coordenades | Protecció | Commons (més fotos) | Dades a WD                    |
| ------ | ------------------ | -------- | ------------------------ | ------- | --- | --------- | ------------------- | ----------------------------- |
|        | forn de can Rovira | Polinyà  | edifici forn de ceràmica |         | 41° 33′ 18″ N, 2° 09′ 02″ E / 41.5549631°N,2.1505736°E ca:Parc de Marta Mata donant a la ronda de Salvador Allende |           |                     | Modifica les dades a Wikidata |
|        | la Germandat       | Polinyà  | edifici                  |         | 41° 33′ 23″ N, 2° 09′ 25″ E / 41.556344°N,2.1569362°E ca:Carrer de l’11 de setembre, 2                             |           |                     | Modifica les dades a Wikidata |

## entitat singular de població
| imatge | Nom           | Ubicat a | instància de                                                                   | Detalls  | coordenades                                                 | Protecció | Commons (més fotos) | Dades a WD                    |
| ------ | ------------- | -------- | ------------------------------------------------------------------------------ | -------- | ----------------------------------------------------------- | --------- | ------------------- | ----------------------------- |
|        | Polinyà       | Polinyà  | entitat singular de població capital municipal ens local històric de Catalunya | 8395 hab | 41° 33′ 22″ N, 2° 09′ 27″ E / 41.55599°N,2.1574°E           |           |                     | Modifica les dades a Wikidata |
|        | Serra Maurina | Polinyà  | entitat singular de població                                                   | 164 hab  | 41° 33′ 53″ N, 2° 08′ 04″ E / 41.5647°N,2.134324°E 195 msnm |           |                     | Modifica les dades a Wikidata |

## masia
| imatge | Nom                      | Ubicat a | instància de | Detalls                                                  | coordenades | Protecció                                  | Commons (més fotos)   | Dades a WD                    |
| ------ | ------------------------ | -------- | ------------ | -------------------------------------------------------- | --- | ------------------------------------------ | --------------------- | ----------------------------- |
|        | Can Coll                 | Polinyà  | masia        |                                                          | 41° 33′ 27″ N, 2° 09′ 19″ E / 41.55762051839361°N,2.1553426980972294°E ca:Onze de Setembre, 15                                                                        |                                            | Can Coll (Polinyà)    | Modifica les dades a Wikidata |
|        | Can Ferreres             | Polinyà  | masia        | Estil: arquitectura popular                              | 41° 33′ 10″ N, 2° 09′ 58″ E / 41.552759°N,2.166208°E | bé integrant del patrimoni cultural català |                       | Modifica les dades a Wikidata |
|        | Can Fontanet             | Polinyà  | masia        | Estil: arquitectura popular                              | 41° 33′ 07″ N, 2° 10′ 21″ E / 41.552057°N,2.172464°E ca:Al torrent de ca n'Oller - Accés per camí des de la carretera de Polinyà a Palau (C-155) km 6 en direcció Sud | bé integrant del patrimoni cultural català |                       | Modifica les dades a Wikidata |
|        | Can Gabarra              | Polinyà  | masia        | Estil: arquitectura popular                              | 41° 33′ 46″ N, 2° 09′ 41″ E / 41.562686°N,2.161307°E ca:Camí de can Gavarra núm. 2 138 msnm                                                                           | bé integrant del patrimoni cultural català | Can Gavarra (Polinyà) | Modifica les dades a Wikidata |
|        | Can Marata               | Polinyà  | masia        | Estil: arquitectura popular Estat: enderrocat o destruït | 41° 34′ 15″ N, 2° 08′ 57″ E / 41.5708633448281°N,2.14911578152721°E 180 msnm                                                                                          | bé integrant del patrimoni cultural català | Can Marata            | Modifica les dades a Wikidata |
|        | Can Marquès              | Polinyà  | masia        | Estil: arquitectura popular 1679                         | 41° 33′ 29″ N, 2° 09′ 06″ E / 41.557985°N,2.151647°E ca:Passeig de l'Església (al costat de l'Església)                                                               | bé integrant del patrimoni cultural català |                       | Modifica les dades a Wikidata |
|        | Can Maurí                | Polinyà  | masia        | Estil: arquitectura popular                              | 41° 34′ 11″ N, 2° 07′ 44″ E / 41.5697°N,2.12883°E ca:Accés des de Carretera C-155 de Sabadell a Granollers km 1,5                                                     | bé integrant del patrimoni cultural català |                       | Modifica les dades a Wikidata |
|        | Can Monistrol            | Polinyà  | masia        | Estil: arquitectura popular 18th century                 | 41° 34′ 16″ N, 2° 08′ 44″ E / 41.57105833°N,2.14560833°E ca:Junt a la Riera de Polinyà; accés per un camí des de la carretera C-155, de Sabadell a Granollers, km 4   | bé integrant del patrimoni cultural català | Can Monistrol         | Modifica les dades a Wikidata |
|        | Can Padró                | Polinyà  | masia        | Estil: arquitectura popular 19th century                 | 41° 34′ 26″ N, 2° 08′ 37″ E / 41.573788°N,2.143687°E ca:Camí a l’oest de la carretera de Polinyà a Sentmenat (B142) km 5,5 181 msnm                                   | bé integrant del patrimoni cultural català | Can Padró (Polinyà)   | Modifica les dades a Wikidata |
|        | Can Querol               | Polinyà  | masia        | Estil: arquitectura popular                              | 41° 33′ 00″ N, 2° 09′ 12″ E / 41.55013056°N,2.15343889°E ca:Accessible per un camí des del Carrer del Pintor Joan Miró, Polígon Industrial Ca n'Humet                 | bé integrant del patrimoni cultural català | Can Querol (Polinyà)  | Modifica les dades a Wikidata |
|        | Can Rovira               | Polinyà  | masia        | Estil: arquitectura popular                              | 41° 33′ 10″ N, 2° 09′ 04″ E / 41.552859°N,2.151154°E ca:Prop del Torrent de Can Rovira, accessibles des de la Urbanització Can Rovira                                 | bé cultural d'interès local                |                       | Modifica les dades a Wikidata |
|        | Can Serra                | Polinyà  | masia        | Estil: arquitectura popular                              | 41° 33′ 51″ N, 2° 09′ 03″ E / 41.564078°N,2.150745°E ca:Carrer de Can Serra, prop de la Carretera C-155 de Sabadell a Granollers                                      | bé integrant del patrimoni cultural català | Can Serra (Polinyà)   | Modifica les dades a Wikidata |
|        | Can Serra Nou            | Polinyà  | masia        |                                                          | 41° 34′ 01″ N, 2° 09′ 07″ E / 41.5669930679089°N,2.15193708767279°E                                                                                                   |                                            |                       | Modifica les dades a Wikidata |
|        | la Casanova de Monistrol | Polinyà  | masia        |                                                          | 41° 34′ 06″ N, 2° 08′ 46″ E / 41.5682926779217°N,2.14619903030567°E                                                                                                   |                                            |                       | Modifica les dades a Wikidata |
|        | torre Martí              | Polinyà  | masia        | Estil: modernisme català noucentisme 20th century        | 41° 33′ 48″ N, 2° 09′ 10″ E / 41.563434°N,2.152818°E ca:Ctra. C-155 de Granollersa a Sabadell 152 msnm                                                                | bé integrant del patrimoni cultural català | Torre Martí (Polinyà) | Modifica les dades a Wikidata |

## monument
| imatge | Nom                        | Ubicat a | instància de | Detalls | coordenades | Protecció | Commons (més fotos) | Dades a WD                    |
| ------ | -------------------------- | -------- | ------------ | ------- | --- | --------- | ------------------- | ----------------------------- |
|        | Monument a Rafael Casanova | Polinyà  | monument     | 2016    | 41° 33′ 15″ N, 2° 09′ 26″ E / 41.5540384°N,2.1571999°E ca:Rambla de Rafael Casanova, poc abans d'arribar al Parc de Joan Fuster |           |                     | Modifica les dades a Wikidata |
|        | Monument a la bomba        | Polinyà  | monument     | 2018    | 41° 33′ 21″ N, 2° 09′ 31″ E / 41.5558613°N,2.158609°E ca:Rotonda de la carretera de Sentmenat a l'altura del carrer de Ramoneda |           |                     | Modifica les dades a Wikidata |

## nucli de població
| imatge | Nom       | Ubicat a | instància de                                           | Detalls  | coordenades                                                       | Protecció | Commons (més fotos) | Dades a WD                    |
| ------ | --------- | -------- | ------------------------------------------------------ | -------- | ----------------------------------------------------------------- | --------- | ------------------- | ----------------------------- |
|        | Polígon 1 | Polinyà  | nucli de població nucli d'entitat singular de població | 8320 hab | 41° 33′ 05″ N, 2° 09′ 41″ E / 41.55130675°N,2.16130515°E 125 msnm |           |                     | Modifica les dades a Wikidata |
|        | Polígon 2 | Polinyà  | nucli de població nucli d'entitat singular de població | 1640 hab | 41° 32′ 34″ N, 2° 09′ 36″ E / 41.54289357°N,2.16001111°E 106 msnm |           |                     | Modifica les dades a Wikidata |

## polígon industrial
| imatge | Nom                                      | Ubicat a | instància de       | Detalls | coordenades                                                         | Protecció | Commons (més fotos) | Dades a WD                    |
| ------ | ---------------------------------------- | -------- | ------------------ | ------- | ------------------------------------------------------------------- | --------- | ------------------- | ----------------------------- |
|        | Polígon industrial La Pineda             | Polinyà  | polígon industrial |         | 41° 33′ 12″ N, 2° 08′ 34″ E / 41.5532431361581°N,2.14277581188306°E |           |                     | Modifica les dades a Wikidata |
|        | Polígon industrial de Ca n'Humet de Dalt | Polinyà  | polígon industrial |         | 41° 32′ 41″ N, 2° 09′ 33″ E / 41.5446083561472°N,2.15906365685778°E |           |                     | Modifica les dades a Wikidata |
|        | Polígon industrial de Llevant            | Polinyà  | polígon industrial |         | 41° 33′ 04″ N, 2° 09′ 59″ E / 41.5512275481897°N,2.16632816508113°E |           |                     | Modifica les dades a Wikidata |
|        | Polígon industrial del Nord-est          | Polinyà  | polígon industrial |         | 41° 33′ 50″ N, 2° 09′ 23″ E / 41.5639898584546°N,2.15631784192705°E |           |                     | Modifica les dades a Wikidata |
|        | Polígon industrial del Sud-est           | Polinyà  | polígon industrial |         | 41° 32′ 43″ N, 2° 09′ 52″ E / 41.5452411485109°N,2.16431888331484°E |           |                     | Modifica les dades a Wikidata |

## Misc
| imatge | Nom                                            | Ubicat a | instància de                 | Detalls                                                        | coordenades | Protecció                   | Commons (més fotos)      | Dades a WD                    |
| ------ | ---------------------------------------------- | -------- | ---------------------------- | -------------------------------------------------------------- | --- | --------------------------- | ------------------------ | ----------------------------- |
|        | Aqüeducte del torrent de ca n'Oller            | Polinyà  | aqüeducte pont               | Travessa: torrent de Ca n'Oller Estat: malmès Llum: 6m Alt: 5m | 41° 32′ 57″ N, 2° 10′ 15″ E / 41.549074487623°N,2.1708549895275°E ca:Creua el torrent de ca l'Oller a l'altura de l'estació transformadora 89 msnm    |                             |                          | Modifica les dades a Wikidata |
|        | Granja Morera                                  | Polinyà  | granja                       |                                                                | 41° 33′ 22″ N, 2° 08′ 30″ E / 41.5560546133637°N,2.14173137011849°E                                                                                   |                             |                          | Modifica les dades a Wikidata |
|        | Memorial a les víctimes de la Covid-19         | Polinyà  | obra escultòrica             | 2021                                                           | 41° 33′ 29″ N, 2° 09′ 23″ E / 41.5579434°N,2.156502°E ca:Plaça de la Vila                                                                             |                             |                          | Modifica les dades a Wikidata |
|        | Oller 1991                                     | Polinyà  | vèrtex geodèsic              | Alt: 1.2m                                                      | 41° 32′ 42″ N, 2° 10′ 05″ E / 41.544993°N,2.168032°E 133.236 msnm                                                                                     |                             |                          | Modifica les dades a Wikidata |
|        | Sant Salvador de Polinyà                       | Polinyà  | església església parroquial | Estil: arquitectura romànica arquitectura neoclàssica          | 41° 33′ 29″ N, 2° 09′ 05″ E / 41.55816389°N,2.15127778°E ca:Passeig de l'Església, 7                                                                  | bé cultural d'interès local | Sant Salvador de Polinyà | Modifica les dades a Wikidata |
|        | casa consistorial de Polinyà                   | Polinyà  | casa consistorial            |                                                                | 41° 33′ 27″ N, 2° 09′ 22″ E / 41.5574485°N,2.1561134°E                                                                                                |                             |                          | Modifica les dades a Wikidata |
|        | cementiri de Polinyà                           | Polinyà  | cementiri                    | 19th century                                                   | 41° 33′ 37″ N, 2° 08′ 52″ E / 41.5602389°N,2.1478583°E ca:Cementiri de Polinyà, al sector nord-est de la rotonda de la C-155 a l'altura de la BV-1421 |                             |                          | Modifica les dades a Wikidata |
|        | creu del Padró                                 | Polinyà  | creu de terme                | 20th century                                                   | 41° 33′ 33″ N, 2° 09′ 01″ E / 41.559219°N,2.1502679°E ca:Camí del Padró, a uns 140 m al nord-oest de l'església parroquial de sant Salvador           |                             |                          | Modifica les dades a Wikidata |
|        | font de la Mare de Déu                         | Polinyà  | font                         |                                                                | 41° 33′ 25″ N, 2° 08′ 58″ E / 41.5570064°N,2.1495637°E ca:A pocs metres al nord-est del carrer Ramon Llull                                            |                             |                          | Modifica les dades a Wikidata |
|        | molí i mina de Cal Llibre                      | Polinyà  | molí d'aigua                 | 20th century                                                   | 41° 33′ 47″ N, 2° 07′ 54″ E / 41.5631703°N,2.13164°E ca:Cal Llibre, massat el km 1,5 de la C-155                                                      |                             |                          | Modifica les dades a Wikidata |
|        | rellotge de sol de l'església de sant Salvador | Polinyà  | rellotge de sol              | 2000s                                                          | 41° 33′ 29″ N, 2° 09′ 05″ E / 41.5580922°N,2.1512978°E ca:Passeig de l'Església, 35                                                                   |                             |                          | Modifica les dades a Wikidata |